# Plynteria marginata
Plynteria marginata là một loài bướm đêm trong họ Noctuidae.